# 若望·布拉兹·德·阿维斯
若昂·布拉兹·德·阿维斯（葡萄牙語：João Braz de Aviz；1947年4月24日—）是巴西籍天主教執事級樞機及現任聖座修會部部長。

## 生平
阿維斯於1947年4月24日在巴西聖卡塔琳娜州馬夫拉出生。他在庫里奇巴的大修院學習哲學。他在羅馬宗座額我略大學修讀神學並獲大學頒授神學碩士學位。
他於1972年11月26日在阿普卡拉納教區晉鐸。在他年輕時，更因為與上一案搶劫，他被陷入交火槍戰之中，基致子彈穿了他的肺部、腸道和一隻眼睛。雖然他能夠倖免於難，但子彈碎片仍然留在他的身上。羅馬宗座拉特朗大學於1992年向他頒授信理神學博士學位。
他於1994年5月31日晉牧，並獲教宗若望·保祿二世任命為維多利亞總教區輔理主教，領弗萊努克萊塔領銜教區主教銜。他於1998年8月12日獲任命為蓬塔格羅薩教區主教。他於2002年7月17日獲委任為馬林加總教區總主教，2004年至2011年期間出任巴西利亞總教區總主教。
由於方濟各·羅德樞機榮休，因此德阿維斯於2011年1月4日接任聖座修會部部長。教宗本篤十六世於2012年2月18日將他擢升為執事級樞機。2012年4月21日，他被任命為聖座聖職部和聖座教育部的成員。
他曾參與2013年教宗選舉秘密會議，當時選出的是教宗方濟各。2013年12月16日，他獲任命為聖座主教部的成員。

## 牧徽

若望·布拉兹·德阿维斯枢机牧徽